# APS (fuzil subaquático)
O fuzil de assalto subaquático APS (Avtomat Podvodny Spetsialnyy (Автомат Подводный Специальный) (tradução:Fuzil de Assalto Subaquático Especial)) é uma arma de fogo subaquática projetada pela União Soviética no início dos anos 1970. Foi adotada em 1975. É produzida pela fábrica de armas de Tula (Тульский Оружейный Завод, Tul'skiy Oruzheynyy Zavod) na Rússia e exportada pela Rosoboronexport.
Sob a água, as balas comuns são imprecisas e têm um alcance muito curto. O APS dispara um dardo de aço de 120 mm de comprimento e calibre 5,66 mm especialmente projetado para esta arma. Seu carregador comporta 26 cartuchos. O cano do APS não é estriado; o projétil disparado é mantido alinhado por efeitos hidrodinâmicos; como resultado, o APS é um tanto impreciso quando disparado fora d'água.
O APS tem maior alcance e maior poder de penetração do que os arbaletes. Isso é útil em situações como atirar em um mergulhador oponente através de uma roupa seca reforçada, um capacete protetor (com ou sem ar), peças grossas e resistentes de equipamentos respiratórios e seus arneses, e os invólucros de plástico e tampas transparentes de alguns pequenos veículos subaquáticos.
A APS é mais poderosa que uma pistola, mas é mais volumosa, mais pesada e leva mais tempo para mirar, principalmente balançando seu cano longo e seu grande carregador plano lateralmente na água.


## História
A crescente ameaça de ataques de homens-rãs em bases navais fez com que várias técnicas anti-homens-rãs fossem desenvolvidas. Na URSS, uma dessas técnicas eram os homens-rãs de guarda enviados para deter os atacantes. No início, esses homens-rãs da guarda estavam armados apenas com facas e fuzis do tipo AK. O fuzil era carregado em um estojo à prova d'água e só podia ser usado na superfície, de modo que a única arma subaquática eficaz contra os homens-rãs inimigos era a faca.
A pistola subaquática SPP-1 foi aceita em 1971, mas logo provou ser útil para autodefesa de perto, em vez de atacar alvos mais distantes. Vladimir Simonov assumiu o trabalho de desenvolver um fuzil de assalto subaquático. Para permitir que o mecanismo do fuzil funcionasse debaixo d'água, era necessário que houvesse espaço para o fluxo da água desviado pelas peças móveis e pelo gás produzido pelo explosivo propulsor do cartucho. O fuzil APS foi aceito para uso em meados da década de 1970. Uma melhoria especial foi um tubo de gás perfurado e na mira. Seu engenheiro de projeto recebeu um prêmio estatal em 1983.
Assim como na SPP-1 a primeira etapa do trabalho foi o desenvolvimento de um cartucho. Um cartucho de 5,45 por 39 milímetros foi alongado em cerca de 115 milímetros para caber no dardo de aço de frente afiada. Foi projetada outra versão de cartucho que continha um foguete em miniatura, que quando disparado deixa um risco visível na água. Em seguida, Vladimir Simonov projetou o fuzil. O objetivo era ambicioso; ninguém jamais havia tentado produzir uma arma de fogo subaquática automática que funcionasse. O problema mais importante foi projetar um receptáculo que pudesse funcionar debaixo d'água. A água é essencialmente incompressível, por isso a estrutura teve que permitir que a água se movesse facilmente; como resultado, seu receptáculo é aberto na parte traseira. Por funcionar com base no princípio da descarga de gás, possui um controlador de gás que permite trabalhar tanto debaixo d'água quanto em terra.

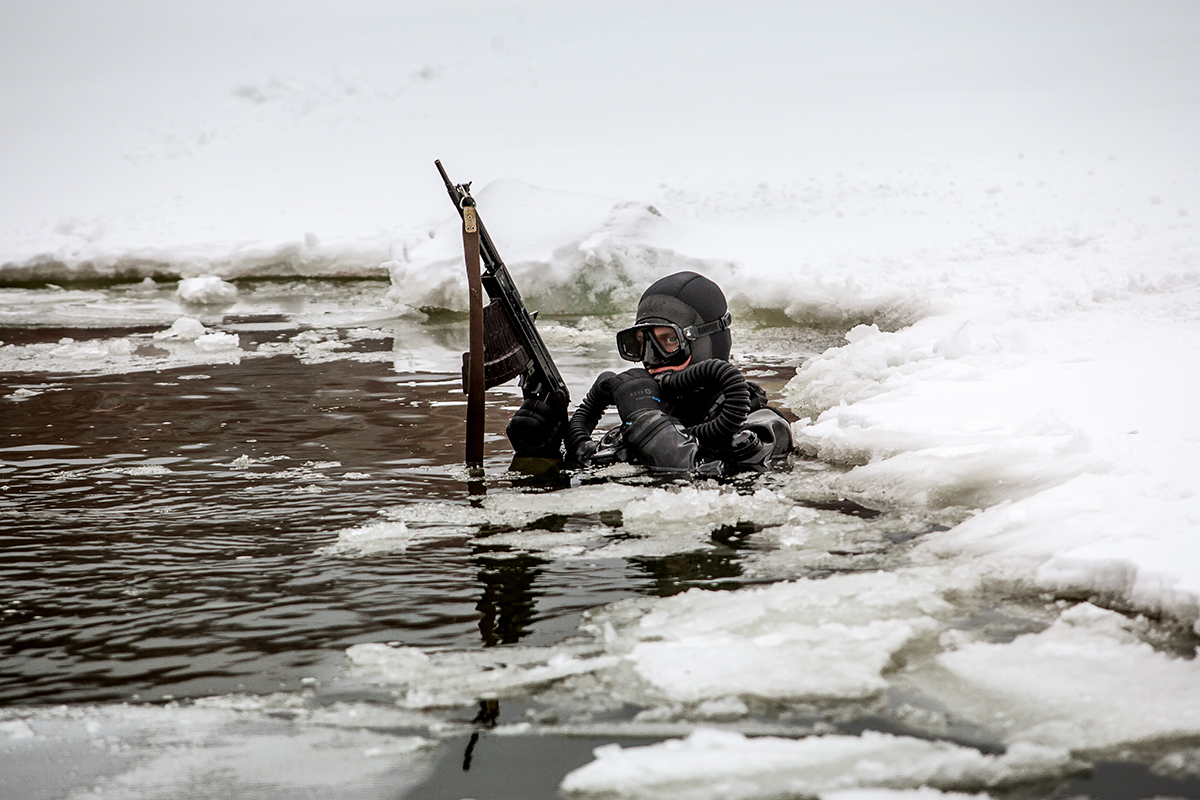
Operador das Forças de Operações Especiais da Rússia com fuzil APS

O APS foi adotado em meados da década de 1970. Posteriormente, houve um longo trabalho de melhoria do APS. Uma melhoria foi a instalação de um tubo de gás perfurado com uma blindagem especial para romper as bolhas de gás emitidas, facilitando a mira e reduzindo a visibilidade das bolhas, permitindo um disparo mais furtivo da arma.
O APS foi a principal arma dos homens-rãs soviéticos e dos homens-rãs da flotilha fluvial sérvia.
Porém, desde a concepção desta nova arma houve objeções. Era a arma perfeita para as operações subaquáticas dos homens-rãs soviéticos, mas era menos útil para os soldados Spetsnaz que lutavam tanto em terra como debaixo d'água. O APS pode operar em terra, mas seu alcance efetivo não excede 50 metros, e a vida útil do fuzil cai para 180 tiros no ar, a partir de 2.000 tiros debaixo d’água. Portanto, eles carregavam principalmente uma pistola SPP-1 para autodefesa debaixo d'água e um AK-74 para lutar em terra. No final da década de 1980 foi desenvolvido o fuzil anfíbio ASM-DT.

## Operadores
- Azerbaijão[2]
- Bielorrússia[3]
- Índia: Usado pelos comandos da MARCOS[4]
- Cazaquistão[5]
- Rússia[6]
- Sérvia: pela 82ª Companhia de Demolição Subaquática de Rio da 72ª Brigada de Operações Especiais[7]
- Ucrânia[8]